# Deutscher Alpenverein

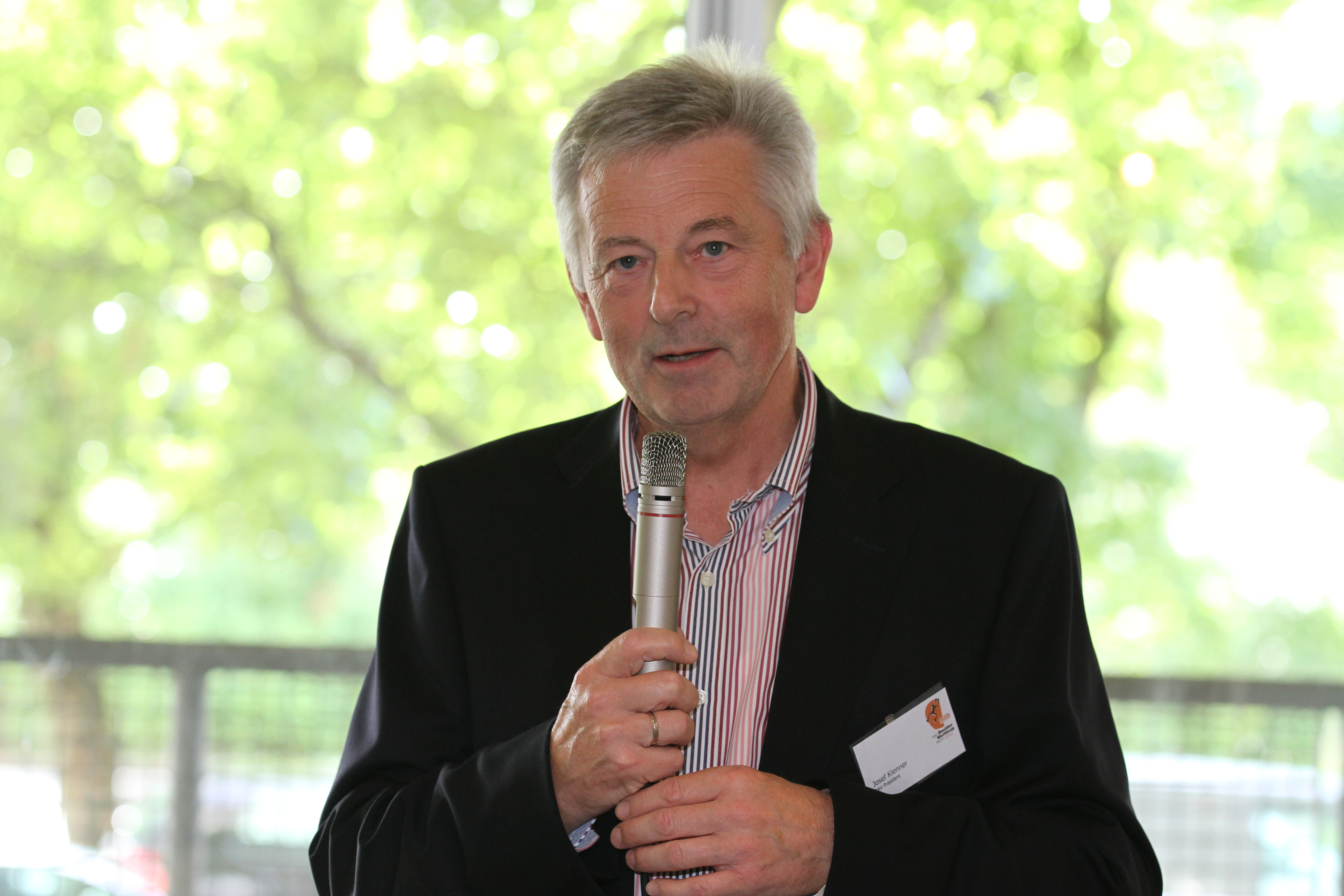
Josef Klenner: předseda DAV (2012)

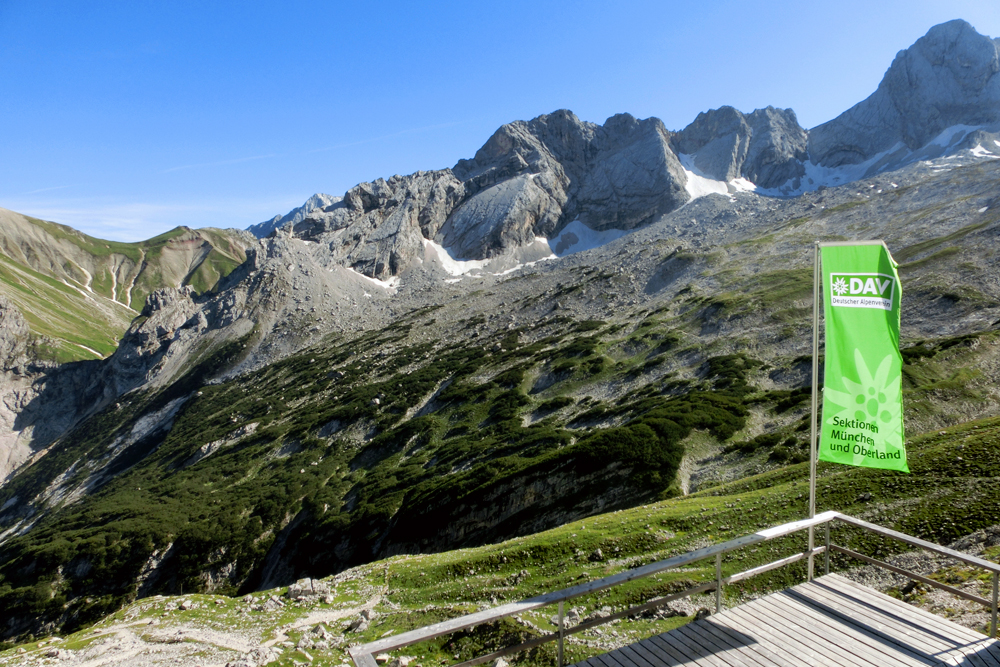
Vlajka s logem DAV na Knorrhütte

Deutscher Alpenverein (DAV, česky Německý alpský spolek) založený v roce 1869 německými a rakouskými horolezci je největším horolezeckým spolkem na světě a jednou z největších organizací věnující se sportu a ochraně přírody v Německu s více než 988 000 členy ve 355 samostatných sekcích. Na území Alp a v pohořích Německa spravuje síť 325 veřejně přístupných horských chat s více než 20 000 lůžky a 30 000 km cest. Jedním z hlavních cílů DAV je zachování horského světa pro budoucí generace. V budově „Alpines Musea“ v Mnichově se nachází pod jednou střechou největší knihovna na světě specializovaná na horolezectví, alpinistické muzeum a archiv DAV. Předsedou DAV byl zvolen v letech 1992–2005 Josef Klenner, který tento post vykonává od roku 2010 opětovně.

## Historie

### První alpské spolky

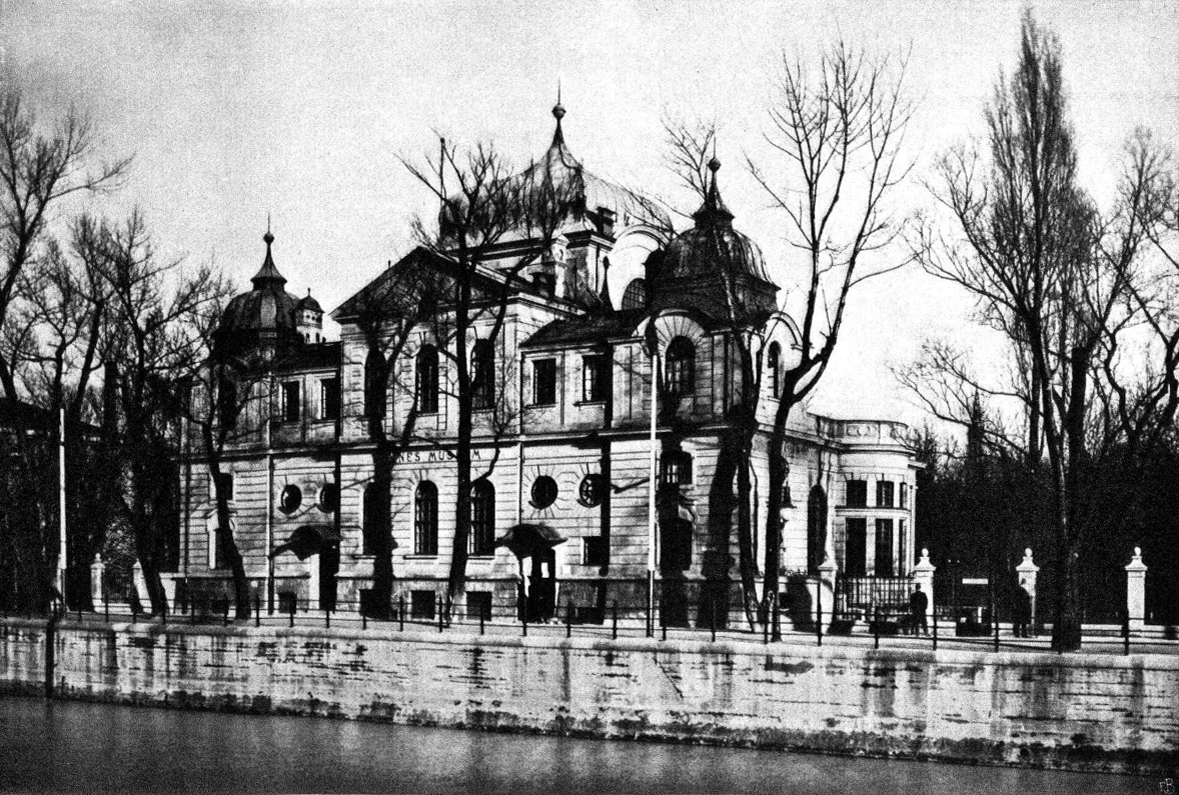
Alpines Museum DAV v Mnichově na ostrově Praterinsel v roce 1912 (původně Cafe & Restaurant Isarlust)

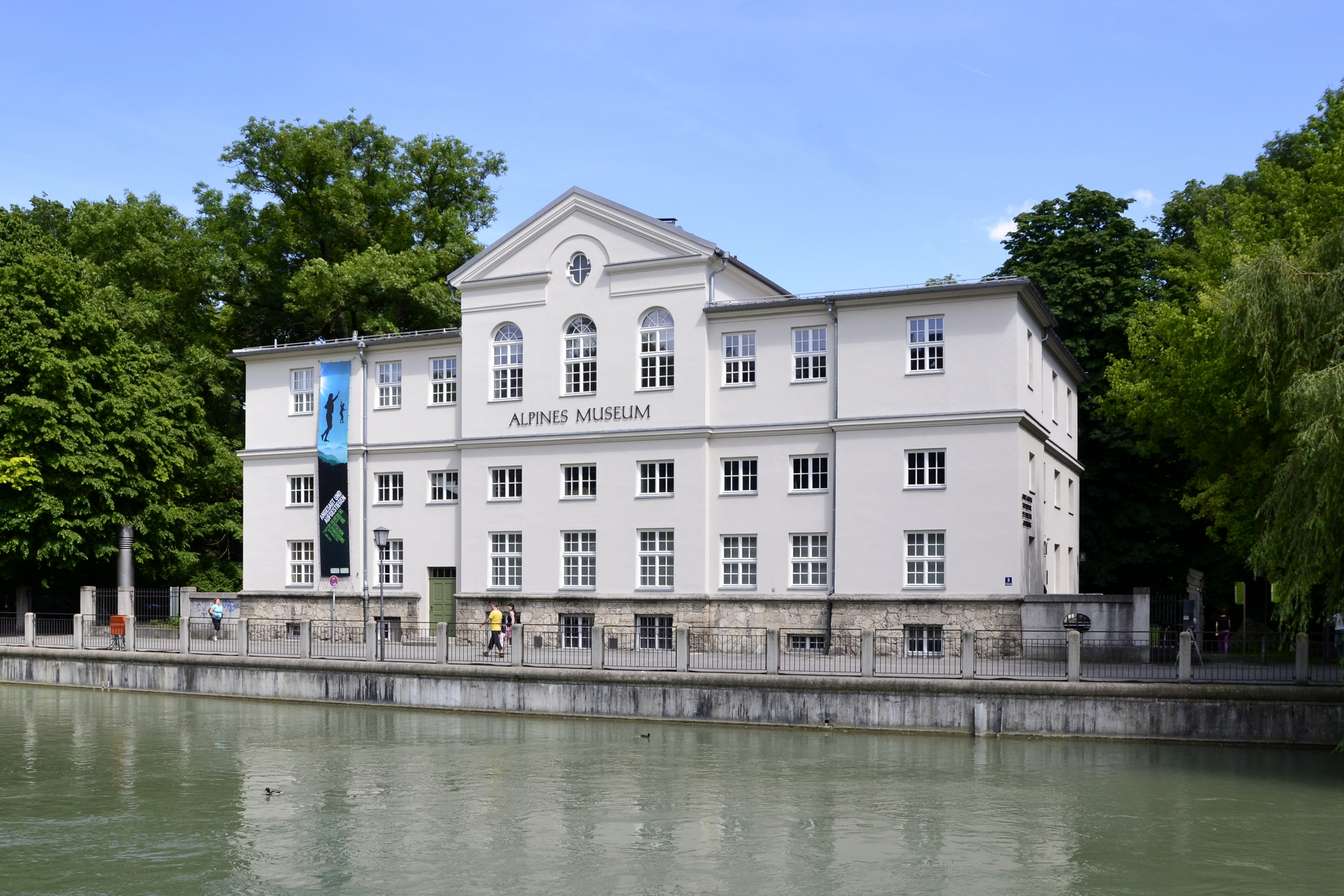
Alpines Museum DAV v Mnichově v roce 2013

O Alpy se zajímaly vědci na konci 18. a začátku 19. století především z pohledu výzkumného a sdružovali se do tzv. Geografických společností/Geographische Gesellschaften jako například v roce 1856 ve Vídni. Představitelem tohoto směru byl rakouský přírodovědec a geolog Eduard Suess. V roce 1854 se účastnil přírodovědného kongresu ve Švýcarsku v St. Gallenu a odtud podnikl se svými kolegy túru přes Arlberg do Innsbrucku. Právě během alpské cesty se v něm zrodila myšlenka založit mezinárodní geologickou společnost, která by Alpy veřejnosti přiblížila.
S rozvojem horolezectví docházelo přirozeně i k navazování vztahů mezi horolezci, což nakonec vyústilo v zakládání alpských spolků. První Alpine Club založili na přelomu let 1857/58 horolezci v Londýně. Druhým evropským spolkem byl v roce 1862 ve Vídni Österreichischer Alpenverein, k jehož členům patřil i Johann Stüdl. V roce 1863 následoval italský Club Alpine Italiano a o rok později (1864) založili Švýcaři Schweizer Alpenklub, který byl rozdělen do sekcí a Johann Stüdl se stal i členem sekce Utho v Curychu. Ve Francii se alpinisté poprvé sdružili v roce 1868 do spolku Club Alpin Francais.

### Österreichischer Alpenverein/Rakouský alpský spolek
První spolek ve Vídni nesl v roce 1862 jednoduchý název Alpenverein, čímž měl vzbudit zájem horolezců i v ostatních státech. V oblasti Mnichova existovala již početná skupina alpinistů, kteří do rakouského spolku postupně vstupovali. Teprve při hledání názvu pro spolkový časopis byl název upraven na Österreichischer Alpenverein (ÖAV). Zájem o alpinismus potvrzoval počet 627 členů v den založení spolku. Ve stanovách si Rakouský alpský spolek kladl za cíl jednak vědecké poznávání Alp, čemuž byla nakloněna hlavně vídeňská část společnosti. Vydávali mapy, měřili a nově pojmenovávali vrcholy.
Jako druhý cíl si spolek ve stanovách vytyčil zpřístupňování Alp a zlepšení vůdcovské činnosti. Ve spolku se nacházeli ale také členové jako třeba rakouský farář Franz Senn nebo pražský obchodník Johann Stüdl, kteří se snažili o zlepšení ekonomických a sociálních podmínek chudého horského obyvatelstva. Oba muži byli také členy Švýcarského alpského klubu, který sestával ze samostatných sekcí. Jednotlivé sekce se staraly o určitou alpskou oblast, kde zřizovaly horské chaty, budovaly přístupové cesty a organizovaly vůdcovskou činnost. Proto mělo Švýcarsko v této době mnohem lepší turistickou infrastrukturu.

### Deutscher Alpenverein/Německý alpský spolek
V Mnichově a v Lipsku se pravidelně setkávali alpinisté už od roku 1866 a v Mnichově vznikla kolem zmocněnce Rakouského alpského spolku pro Bavorsko Theodora Trautweina pobočka ÖAV s 25 členy. Knihkupec Theodor Trautwein vydal průvodce po Alpách „Wegweiser durch Südbayern, Nordtirol und die angrenzenden deutschen Teile Salzburgs“. Student práv z Mnichova Karl Hofmann se při svém putování po horách dostal zrovna jako Johann Stüdl do Kalsu. I on si uvědomoval důležitost ekonomické podpory alpských oblastí. Slýchával o požáru v Heiligenblutu, o sesuvech půdy v Tyrolsku a záplavách v Bavorsku, které už tak bídné životní podmínky horských obyvatel ještě zhoršovaly. Místo očekávaného alpského spolku podle vzoru Švýcarska se Hofmann dočkal v Mnichově 27. března 1869 založení Geografické společnosti (Geographische Gesellschaft), která místo pomoci hladovějícímu obyvatelstvu v Alpách dala přednost výzkumné polární cestě na Špicberky.
Karl Hofmann bil doslova na poplach a nakonec se mu podařilo 9. května 1869 v hostinci "Zur Blauen Traube" položit základy spolku pod názvem „Allgemeiner deutscher Alpenverein“. Zároveň došlo k založení první sekce Mnichov/Sektion München, jejíž výbor plnil na tři roky i funkci centrálního orgánu celého spolku (tzv. Vorort – 1869/70 Mnichov, 1871 Salcburk, 1872/73 Vídeň). Prvním předsedou sekce Mnichov a zároveň DAV zvolila členská základna ministerského radu Gustava von Bezolda. Nespokojená část Rakouského alpského spolku založila po dlouhém dohadování kolem stanov 19. srpna 1869 sekci Vídeň/Sektion Wien DAV.
Vzhledem k tomu, že počet členů v DAV nebyl nijak vysoký, vydal mnichovský výbor provolání, že nový alpský spolek má spojovat přátele Alp „na Dunaji a Rýnu, od Severního moře a Baltského moře až k Jadranu“. Zanedlouho se zvýšil počet členů nejen v Německu, ale také v Rakousku. Na konci roku 1869 měl DAV už 12 německých a 10 rakouských sekcí s 1070 členy a ve třetím roce 1871 stoupl počet v DAV na 1515 osob. DAV se odlišoval od ostatních alpských spolků (zejména od londýnského) tím, že noví členové nemuseli prokazovat předepsaný počet vysokohorských tůr nebo vydání vědecké práce. DAV se otevřel všem „milovníkům vznešeného světa Alp“ (Verehrern der erhabenen Alpenwelt).

## Rozdíly mezi DAV a ÖAV na začátku 19. století
Přestože cíle obou alpských spolků (DAV a ÖAV) se v mnohém ve stanovách schodovaly, existovaly rozdíly, které postupně prosadily přední pozici DAV. Oba spolky přisuzovaly význam vědeckému bádání a výzkumu hor, zasazovaly se o zveřejnění výsledků tohoto výzkumu ve spolkových publikacích, pořádaly přednášky a propagovaly umělecká díla. DAV a ÖAV zakotvily ve stanovách i vzájemná setkávání a pořádání společných cest, dále zasazování se o zpřístupnění Alp, budování přístupových cest, horských chat a organizování horských vůdců.
ÖAV nebyl ale díky svému centrálnímu vedení schopen dosáhnout významného zlepšení v odlehlých horských vesnicích. Uchyloval se více k vědeckému a literárnímu zaměření. Budování horských chat a cest probíhalo spíše po privátní linii členské základny. Spolek poskytoval sem tam menší finanční obnosy, ale po praktické stránce se v alpských oblastech více neangažoval. DAV oproti tomu ve svých sekcích vyvinul neuvěřitelnou stavební činnost. Do konce roku 1876 vybudovaly sekce DAV 26 horských chat, 6 jich bylo ve výstavbě nebo ve stavu schváleného projektu, zlepšily cesty k chatám nebo vystavěly nové turistické cesty k okolním horským štítům.

### Organizování horských vůdců

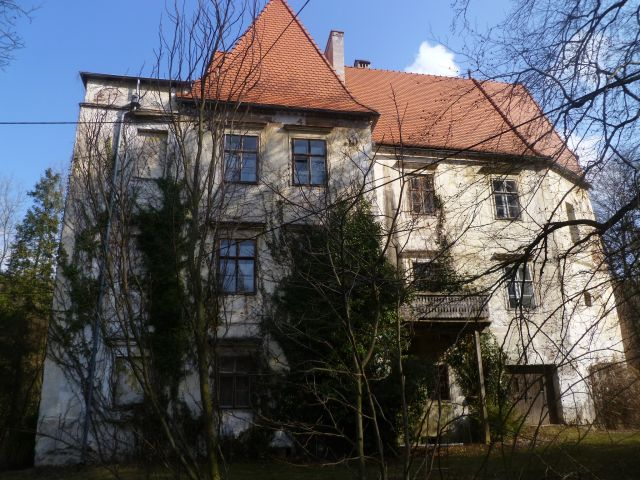
Zámek Dietach u Welsu (Rakousko) - v roce 1872 založila na zámku alpinistka slečna Hermine Gross pobočku Pražské sekce (Filiale Dietach). Po jejím sňatku s c. k. radou pražského státního místodržitelství Friedrichem Kmochem v roce 1879 přesídlila do Prahy a pobočka zanikla.

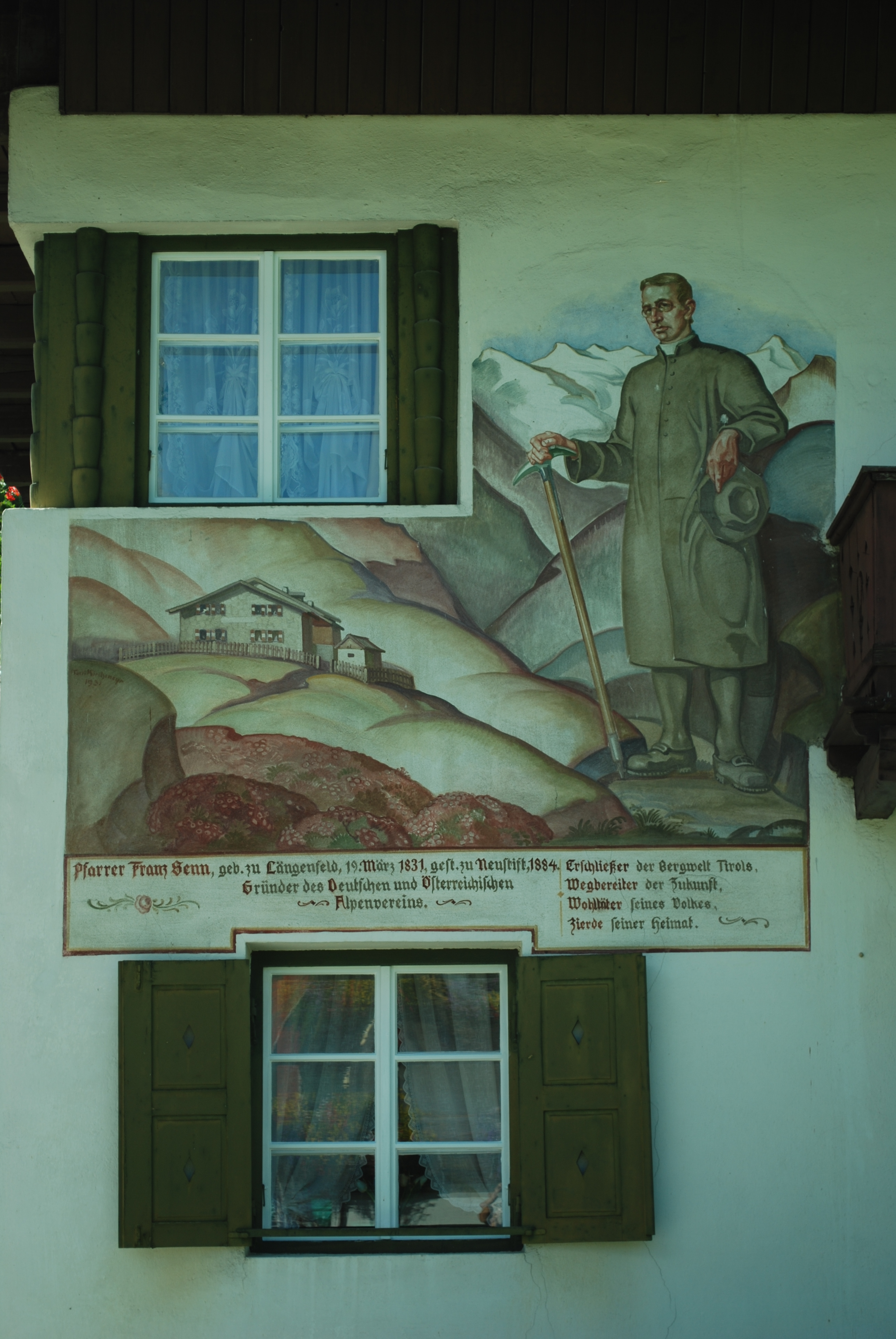
Franz Senn na fasádě domu ve Stubaitalu - Tyrolsko (2009).

Vedoucí pozici v organizování horských vůdců sehrál Johann Stüdl. V roce 1869 sepsal stanovy pro Spolek horských vůdců ve Východních Alpách (Bergführerverein der Ostalpen), z kterých pak vycházely i stanovy ostatních spolků horských vůdců v celé monarchii. Zrovna tak uvedl do chodu rakouský farář Senn v Ötztalu řád pro horské vůdce, který schválilo státní místodržitelství v Innsbrucku 4. září 1871 pro celou oblast Tirol a Vorarlbergu.

### Ženy v alpských spolcích
Od samého počátku vstupovaly do alpských spolků i ženy. Mnichovskou sekci tvořilo hned při založení 46 alpinistek, přičemž u poloviny z nich se jednalo o manželky mužských členů. Zejména dámy v DAV vyvinuly úsilí v zasílání sociálních balíčků (Care-Pakete) s pletenými nebo ušitými dárky do příslušných pracovních oblastí. Zrovna tak organizovaly dobročinné sbírky v případě postižení horských obcí po silných bouřích, lavinách nebo po sesuvech půdy. Technický pokrok do horských obcí přicházel i ve formě lepších kuchyňských sporáků, žehliček na dřevěné uhlí, kuchařských receptů pro hostinské, v zavedení batohů namísto nepraktických nůší nebo pro horské vůdce v potřebných lucernách do bouří, v horolezeckých skobách, cepínech či v ochranných brýlích před ostrým sluncem na zasněžených horách, v lepších lanech či v nových mapách a příručkách pro horské vůdce.

### Společenský život a sdružování
Společenský život DAV se odvíjel především na pořádaných přednáškách nebo spolkových večerech, kde docházelo k výměně zkušeností a po ukončení výstavby horské chaty pořádaly sekce DAV slavnosti přímo na chatě nebo v místě jejího sídla. To byl další z odlišných přístupů. Společenský život, pokud už k němu docházelo, se odehrával u ÖAV výlučně ve Vídni. Zrovna tak nastával problém při tajném hlasování při výročních volbách, kdy pro zahraniční členy nebylo jednoduché se voleb účastnit. ÖAV proto zavedl v ostatních korunních zemích a v Německu funkci zmocněnců (Bevollmächtigten), čímž se snažil vylepšit centrální řízení a poskytovat alpinistům v zahraničí lepší spojení s Vídní a přístup k informacím. Ve zřizování nebo povolování poboček se snažil suplovat chybějící sekce.

### Výzkum a literární činnost
Těžiště alpské činnosti spatřovala ÖAV nadále ve výzkumné práci, jejíž výsledky uveřejňoval především v periodických ročenkách nebo ve spolkových publikacích, na které vydával dvě třetiny svého rozpočtu. Publikování DAV se podstatně zlepšilo až po vydání vlastního časopisu „Zeitschrift des Deutschen Alpenvereins“. Konkurenci v publikování představoval pro DAV i Österreichischer Touristenklub (Rakouský turistický klub) s časopisem „Der Tourist“.

## Společná cesta - DuÖAV
První kroky k vzájemné spolupráci mezi DAV a ÖAV byly nastoleny v prosinci 1871 vydáváním společné ročenky „Zeitschrift des Deutschen und Österreichischen Alpenvereins“ s redaktory Dr. Karlem Haushoferem v Mnichově a Edmundem Mojsisovicsem ve Vídni. Na výročním shromáždění DAV 23. srpna 1873 v Bludenci došlo nakonec ke sloučení obou alpských spolků a Österreichischer Alpenverein se stal samostatnou sekcí nového Německého a rakouského alpského spolku/Deutscher und Österreichischer Alpenverein. Ještě téhož roku se sloučila sekce Vídeň/DAV-Sektion Wien s celou sekcí ÖAV do sekce DuÖAV-Sektion Austria a stala se tak největší sekcí nově založeného spolku. Teprve v roce 1887 ji předhonila Mnichovská sekce. Na třetím místě se střídaly co do velikosti sekce Salcburk, Frankfurt nad Mohanem a Lipsko, po roce 1885 se na třetím místě pohybovala sekce Praha. Sídla centrálního výboru se střídala:
- 1874–1876 Frankfurt nad Mohanem
- 1877–1879 Mnichov
- 1880–1882 Vídeň
- 1883–1885 Salcburk
- 1886–1888 Mnichov
- 1889–1891 Vídeň
- 1892–1894 Berlin
- 1895–1897 Graz
- 1898–1900 Mnichov
- 1901–1906 Innsbruck
- 1907–1909 Mnichov

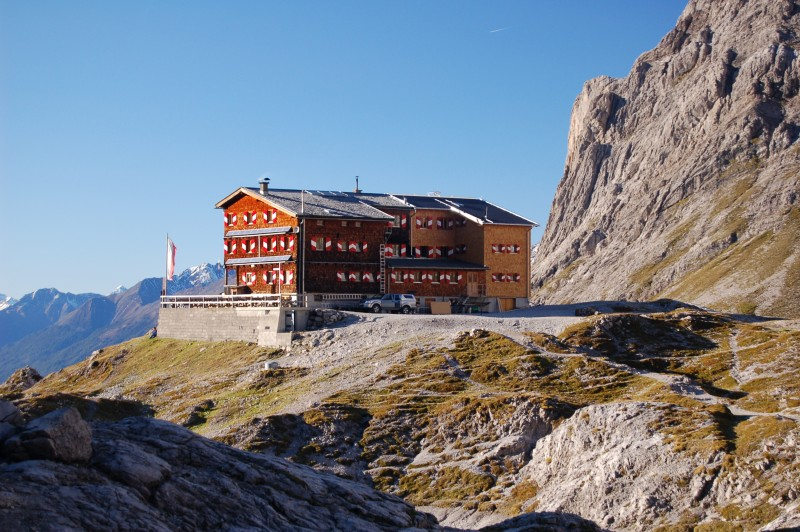
Karlsbaderhütte nad jezerem Laserzsee (2007)

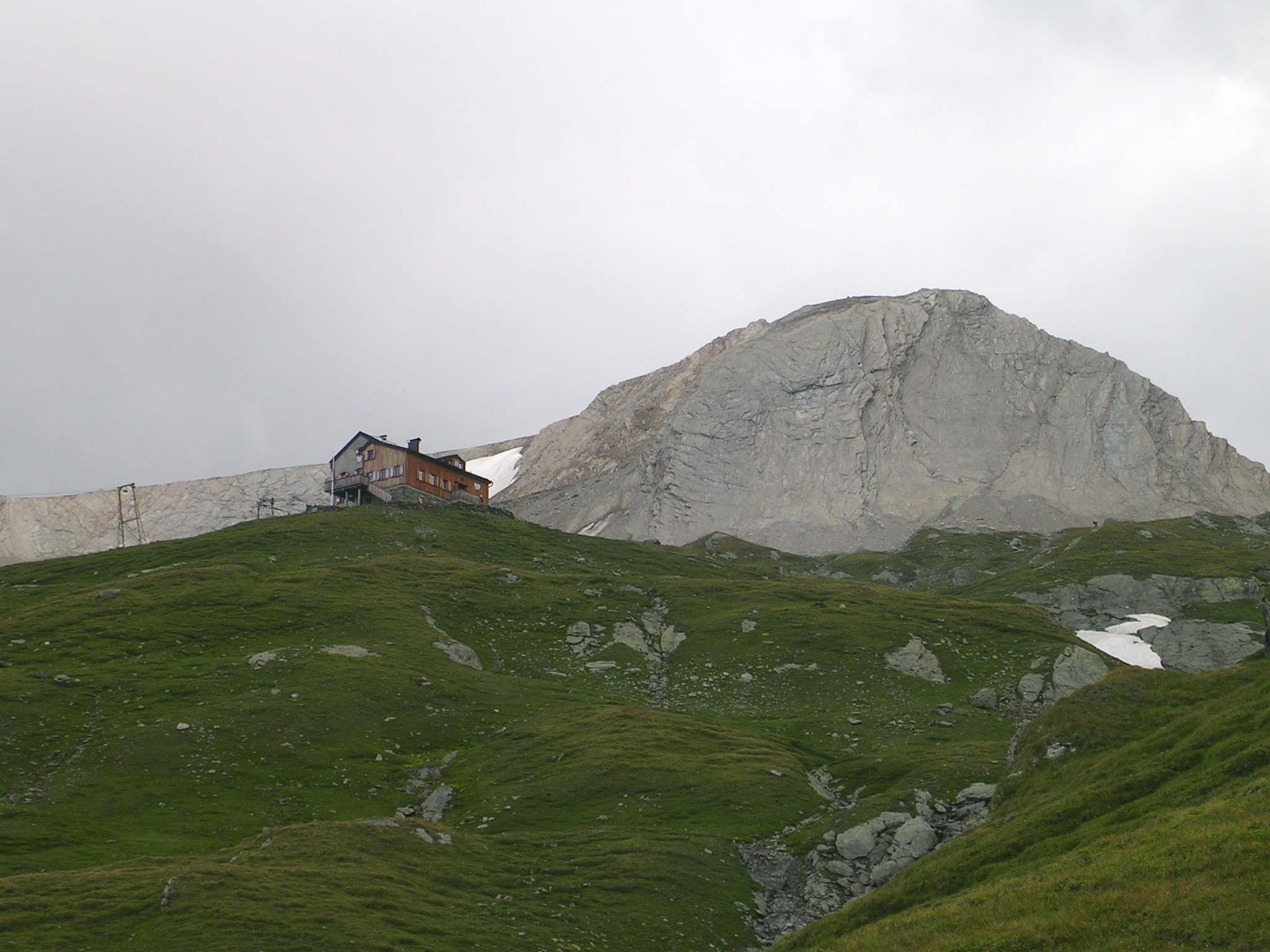
Wellachkopf a Sudetendeutscher Hütte

Latentně sice národnostní problémy v zemích Koruny české existovaly již za Rakouska-Uherska, ale společné soužití s německým národem jimi nebylo až do Napoleonských válek a Vídeňského kongresu v roce 1815 nijak viditelně ovlivněno. K prvnímu narušení vzájemného soužití došlo po Frankfurtském sněmu, jehož se čeští zástupci i přes pozvání z podnětu Františka Palackého odmítli účastnit. Nicméně 33 zástupců sudetských Němců účast přijalo. Další zničující důsledky pro DuÖAV přineslo nejprve vypuknutí 1. světové války a následně rozpad monarchie.

### První světová válka
Do roku 1915 se nacházely horské chaty mimo nebezpečnou zónu. Vstupem Itálie do války se vše změnilo. V Payerhütte byl zřízen vojenský tábor a všechny ostatní chaty byly zavřené nebo pustly, zrovna tak jako zbudované cesty a výstupy. Po válce a vzniku Československa se musely německé alpské spolky na území bývalých zemí Koruny české distancovat od mateřských organizací v Rakousku. Například Payerhütte a Höllerhütte zůstaly na odtrženém území Jižního Tyrolska pod správou italské sekce Miláno/CAI-Sektion Mailand (Club Alpino Italiano) a na ostatních horských chatách ve Východních Alpách probíhaly opravy a nové značení cest.

### Nacionalismus a Antisemitismus

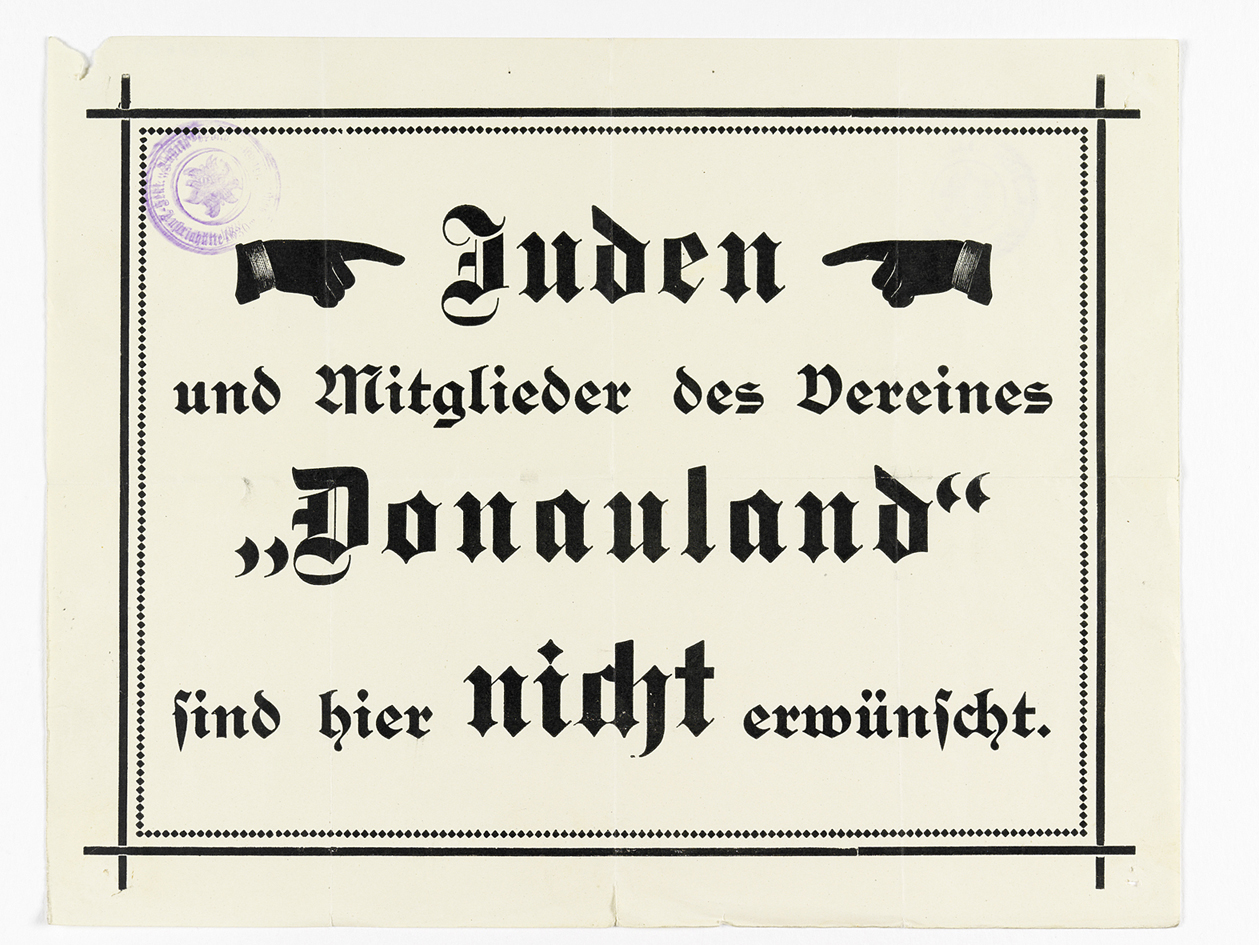
Cedule na horských chatách po vyloučení sekce Donauland z DuÖAV a přijetí árijského paragrafu (překlad textu: Židé a členové spolku Donauland zde nejsou žádoucí)

Rodák z Fürthu a židovský právník Dr. Ignaz Ortenau (1830–1883) vstoupil do Německého alpského spolku v roce 1869 a patřil jako mnoho dalších židovských členů k horní společenské vrstvě. V roce 1875 zastával místo notáře v Mnichově a sloužil u bavorského prince regenta Ludvíka III. jako právní poradce. Mnoho židovských vědců, horolezců a intelektuálů se nesmazatelně podepsalo na utváření horských letovisek, přírody a módy. Obchodník Julius Wallach se proslavil v Mnichově na přelomu 19. a 20. století svým salónem s alpskými kroji nebo Paul Preuß jako nejlepší horolezec. V největší a nejstarší sekci Austria se vyslovil pro přijetí árijského paragrafu do stanov horolezec Eduard Pichl a kolem něho seskupení soukmenovci. Na výročním shromáždění 22. února 1921 se těmto příznivcům prosazení z důvodu nezískané většiny hlasů sice nepodařilo, ale po protestním opuštění sálu židovskou členskou základnou se nechal Pichl zvolit předsedou rakouské sekce Austria.

### Sekce Donauland
Antisemité a židovská část členské základny utvořili v roce 1921 vlastní sekci pod názvem Donauland a těsnou většinou hlasů (14 : 12) se jim přijetí sekce do DuÖAV za velké agitace a podpory Johanna Stüdla podařilo. Sekce Austria podporovaná mnohými sekcemi v Rakousku i v Německu, ale také Akademickou sekcí Vídeň/Akademischen Sektion Wien se o vyloučení spolku Donauland nadále pokoušely. V roce 1922 se 63 sekcí (především rakouských) spojilo do antisemitského svazu „Deutschvölkischen Bund“. Teprve po nezdařeném Hitlerově puči se v roce 1924 podařilo židovským odpůrcům sekci Donauland z DuÖAV vyloučit. Členové Donaulandu tak byli nuceni konstituovat nový spolek pod názvem „Alpenverein Donauland“.
Vídeňskému nátlaku odolávaly i DAV spolky na území Československa. V roce 1933 požadovala vídeňská sekce Austria po VDAV přijetí árijského paragrafu, což bylo za daných politických podmínek pro alpské spolky těžko proveditelné. Předseda svazu VDAV (Verband der deutschen Alpenvereine) August Gessner poslal do Vídně memorandum, ve kterém vysvětloval z jakých důvodů se nemohou sudetské alpské spolky vzdát nepolitického statutu a zrovna tak nemohou přijmout árijský paragraf. Ve městech jako byly třeba Teplice nebo Žatec žilo mnoho židovského obyvatelstva a v DAV panovala liberální a tolerantní atmosféra. Židé v DAV zastávali významné funkce ve výborech a alpským spolkům přispívali nemalými finanční příspěvky. V Českém Krumlově byl 15. února 1933 založen DAV Böhmisch Krumau (DAV Krumlov) v jehož stanovách byl při zakládání árijský paragraf zakotven a tedy „podmínkou (přijetí) byl árijský původ.“

### Druhá světová válka a poválečná situace
Centrální výbor DuÖAV sídlil od roku 1933 do roku 1937 ve Stuttgartu a svým postavením se mu dařilo až do anšlusu Rakouska přímému vlivu NSDAP unikat. Sekce DAV na území Třetí říše spadaly od roku 1933 pod NS-Reichsbund für Leibesübungen. Teprve po připojení Rakouska a sudetských oblastí Československa k Třetí říši se staly i tyto sekce DuÖAV součástí nacistické struktury pod Národně socialistickým říšským svazem pro tělesnou výchovu (NSRL). Do funkce předsedy dosadila NSDAP Arthura Seyße-Inquarta.
Západní spojenci po ukončení druhé světové války DAV jako nacistickou organizaci zakázali. Ze začátku vznikaly pod jiným názvem první alpské spolky na území Západního Německa. Organizování členské základny německých alpských spolků z území bývalého Československa nebylo kvůli odsunu jednoduché, jelikož se vysídlení sudetští Němci dostali do všech koutů Rakouska a Německa. Ve Východním Německu zůstaly sekce DAV zakázány a některým se podařilo převést svůj majetek do NSR. V Rakousku byl povolen pouze „Österreicher Alpenverein Innsbruck“.
Znovuzřízení DuOeAV ve stylu velkoněmeckého spolku bylo samozřejmě po válce nemyslitelné. V září 1950 přijal po znovuzaložení svůj původní název Oesterreichischer Alpenverein (OeAV) a v říjnu 1950 ve Würzburgu Deutscher Alpenverein (DAV). Horské chaty německých sekcí DAV na území Rakouska zabavili v roce 1945 spojenci a následně předali do nezávislé správy. Teprve po podepsání Rakouské státní smlouvy o znovuobnovení rakouské suverenity a demokracie mohly přejít v květnu 1956 do majetku původních západoněmeckých sekcí DAV. Horské chaty východoněmeckých sekcí v roce 1967 DAV odkoupil. V DDR se velmi brzy po převratu v roce 1989 konstituovaly první alpské sekce, které v květnu 1990 přeložily své vedení zpátky do domoviny, některé se rozpustily nebo převzaly názvy svých nových sekcí na západě.

## DAV – 21. století
V současné době spolek provozuje 332 chat s celkovou kapacitou 22 000 lůžek. Chaty patří jednotlivým sekcím, ale všechny jsou otevřeny pro jakéhokoliv člena spolku. Mnoho sekcí provozuje i chaty určené pouze členům sekcí DAV. Dále provozuje lezecké stěny a haly a zprostředkovává služby sportovcům, jako například pojištění, půjčovnu vybavení a map. V roce 1994 se stala ochrana přírody jedním z hlavních cílů DAV. Zpřístupnění Alp bylo oficiálně prohlášeno za dokončené. Od té doby se již nestaví žádné nové cesty nebo chaty a DAV se zaměřil na udržení stávající infrastruktury.

## Členství

### Výhody

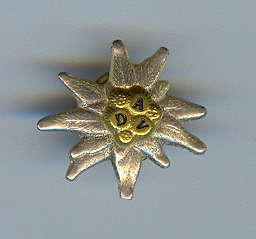
Členský odznak DAV (2007)

Členství v Německém alpském spolku má pro sportovce i turistu mnoho výhod. Celkový výpis výhod členství v DAV lze najít na oficiálních stránkách. Mezi nejzajímavější patří:
- bezplatné vypůjčení knih, průvodců a map v DAV knihovně
- levné ubytování na 2 000 chatách DAVu a ostatních alpských spolků, přednost při rezervaci před nečleny
- nárok na slevu z cen jídla a nápojů na chatách alpských spolků
- pojištění sportovních aktivit v horách platné po celém světě
- možnost vzdělávání v pořádaných kurzech

### Příspěvky
Členský příspěvek se vybírá jednou ročně. Výše příspěvku se liší od sekce, ve které se dotyčná osoba přihlašuje. Členství v sekci se řídí místem bydliště. V roce 2011 se výše příspěvku v Německu pohybovala mezi 45-90 EUR pro dospělého člověka, pro rodinu jsou nabízena zvýhodněná členství.

### Členství pro občany ČR
Alpy a celosvětově velehory patří k častým destinacím dovolených mnoha Čechů. Pro aktivní horské turisty a sportovce může být členství v Německém alpském spolku zajímavé. Na území ČR neexistuje žádná sekce, která by byla přímo členem DAV. Od ledna 2011 je Lužický horský spolek jako první organizace v České republice součástí DAV (Deutscher Alpenverein) jako místní skupina (Ortsgruppe) sekce Zittau.
V prosinci 2010 na valné hromadě Občanského sdružení Rodowitz byl jednomyslně schválen návrh na přejmenování sdružení na Lužický horský spolek o.s. a o rok později byla uzavřena dohoda mezi Deutscher Alpenverein sekce Zittau a Lužickým horským spolkem o vytvoření místní skupiny / Ortsgruppe této sekce. Tím se stal Lužický horský spolek první organizací v České republice náležící k DAV (Deutscher Alpenverein) a po 67 letech se Nový Bor stal opět členem Alpenvereinu.
Lužický horský spolek 